# 马亮 (足球运动员)
马亮（1982年2月27日—），原名马义，男，中国足球运动员，曾经入选中国国青队和中国国奥队，担任中场，目前为自由球员。

## 职业生涯
马义在沈阳金德开始职业足球生涯，并在2001年入选中国国青队，身披2号球衣参加在阿根廷举行的2001年世界青年足球锦标赛。2002年，他将自己的名字改为马亮，并在2002赛季成为沈阳金德的绝对主力，期间多次入选中国国奥队。但在2003年状态迅速下滑并沦为球队的边缘球员，并在赛季末被球队挂牌出售。
被挂牌的马亮成为多支球队争夺的对象，其中包括甲A联赛球队天津泰达和甲B联赛球队江苏舜天。虽然天津泰达表示将准备通过摘牌的形式引进马亮，但由于天津无法保证他的主力位置，最终马亮选择加盟江苏舜天，转会费为110万元。马亮在加盟初期表现抢眼，并在2004年4月3日江苏舜天4比0击败东莞东城的比赛中打进他职业生涯的第一个联赛进球。但由于欣赏马亮的主教练迟尚斌离开球队，马亮在赛季结束后再次被挂牌出售。由于江苏队不愿低价出售，所以马亮没有找到下家，虽然在2005年底一度前往青岛中能试训，但最终也未能成功。
直到2008赛季，他才被国青队的恩师沈祥福召入，加盟中超升班马广州医药。但他并没有获得太多出场机会，仅在4月27日广州队客场2比0击败辽宁队的比赛进行到89分钟时替补迪亚哥出场。赛季结束后，广州队放弃和马亮续约。